# Gatersleben
Gatersleben ist ein Ortsteil der Stadt Seeland im Salzlandkreis in Sachsen-Anhalt. Seit der Auflösung der Verwaltungsgemeinschaft Seeland am 15. Juli 2009 wurde der eigenständige Ort von der Stadt Seeland mitverwaltet und ihr zum 1. September 2010 zwangszugeordnet.

## Geografie
Gatersleben liegt im nördlichen Harzvorland. Durch den Ort fließt die Selke.

## Geschichte
Bereits in der Steinzeit wurde der Raum um Gatersleben bewohnt. Der Ort ist namensgebend für die neolithische Gaterslebener Kultur, die in Mitteldeutschland verbreitet ist und zu den Epi-Rössener Gruppen gezählt wird. Die Keramik dieser Epoche wurde hier erstmals gefunden.
Erwähnt wird der Ort Gatersleben erstmals im Jahre 964 in einer Urkunde (siehe auch Burg Gatersleben), in der geschrieben steht, dass Markgraf Gero dem von ihm gegründeten Kloster Gernrode unter anderen Gütern drei Hufen in „antiquo Gatersleve“ schenkte.
Des Weiteren bestand am Ort für mehrere Generationen ein Gut der Familie von Oppen. In der Frühzeit war auch der Halberstädter Dekan Matthias von Oppen Teilhaber dieser Begüterung. Die Oppen, sie gründeten einen Familienfideikommiss für Gut (Alt)-Gatersleben, waren bis weit in das 18. Jahrhundert hier ansässig. Um 1800 war Herr von Oppen-Gatersleben Deputierter der regionale Ritterschaft und somit Vorsteher der kreisliche Feuer-Societäts-Direktion. Der Besitz Gatersleben hatte bis um 1862 den Status eines Rittergutes. Carl August Rudolf von Oppen, seit 1833 durch Heirat von Oppen-Schilden, und Major Rudolph von Oppen-Schilden waren nach aktueller Quellenlage die letzte Oppen in Gatersleben, sein Hauptwohnsitz war zu Clausholm im Jütland. Die staatliche Domäne und der private Gutsbesitz bestanden nachweislich bis mindestens im ersten Viertel des 19. Jahrhunderts parallel.
Am 30. September 1928 wurde der Gutsbezirk Domäne Gatersleben mit der Landgemeinde Gatersleben vereinigt.

## Politik

### Wappen
| | Blasonierung: „Geteilt durch einen silbernen Streifen oben in Grün sieben goldene Ähren nebeneinander, unten in Blau über drei silbernen Wellenlinien ein linksgewendeter silberner Hecht mit schwarzen Flossen.“ |
| Wappenbegründung: In der Mitte des 15. Jahrhunderts wurde die Selke umgeleitet und es entstand der Große Gaterslebensche-Ascherslebensche See (genauer handelte es sich dabei um die Wiederherstellung eines natürlich entstandenen, aber verlandeten Sees). Im Wappen von Gatersleben findet man daher einen Hecht, der an diesen See erinnert. Die sieben Ähren sollen die für Gatersleben so bedeutende Landwirtschaft darstellen. Durch den Einfluss der preußischen Könige wurde der See ab 1703 wieder trockengelegt, um für die Landwirtschaft noch mehr Acker- und Weideland zu gewinnen. Das Wappen wurde am 20. März 1995 durch das Regierungspräsidium Magdeburg genehmigt. | |

Historisches Wappen
| | Blasonierung: „Geteilt; oben in Gold zehn grüne Rohrhalme mit schwarzen Kolben nebeneinander; unten in Blau ein silberner Hecht mit goldenen Flossen.“ |
| Wappenbegründung: Das Wappen stützt sich auf das älteste bekannte Siegel aus dem 16. Jahrhundert, dass in späteren Siegeln nicht richtig wiedergegeben war. Das älteste Siegel zeigt im oberen Feld zehn Rohrkolben nebeneinander und im unteren Feld einen Hecht. Der Hecht und die Rohrkolben sind eine Anspielung an den ungeheuren Reichtum an Fischen und besonders Hechten im früheren Gaterslebener See. Das Wappen wurde von dem Staatsarchivrat Otto Korn aus Magdeburg gestaltet und am 10. Oktober 1938 durch den Oberpräsidenten der Provinz Sachsen verliehen. | |

### Partnerschaft
Seit 1990 unterhält Gatersleben eine Partnerschaft mit dem Flecken Delligsen im Landkreis Holzminden in Niedersachsen.

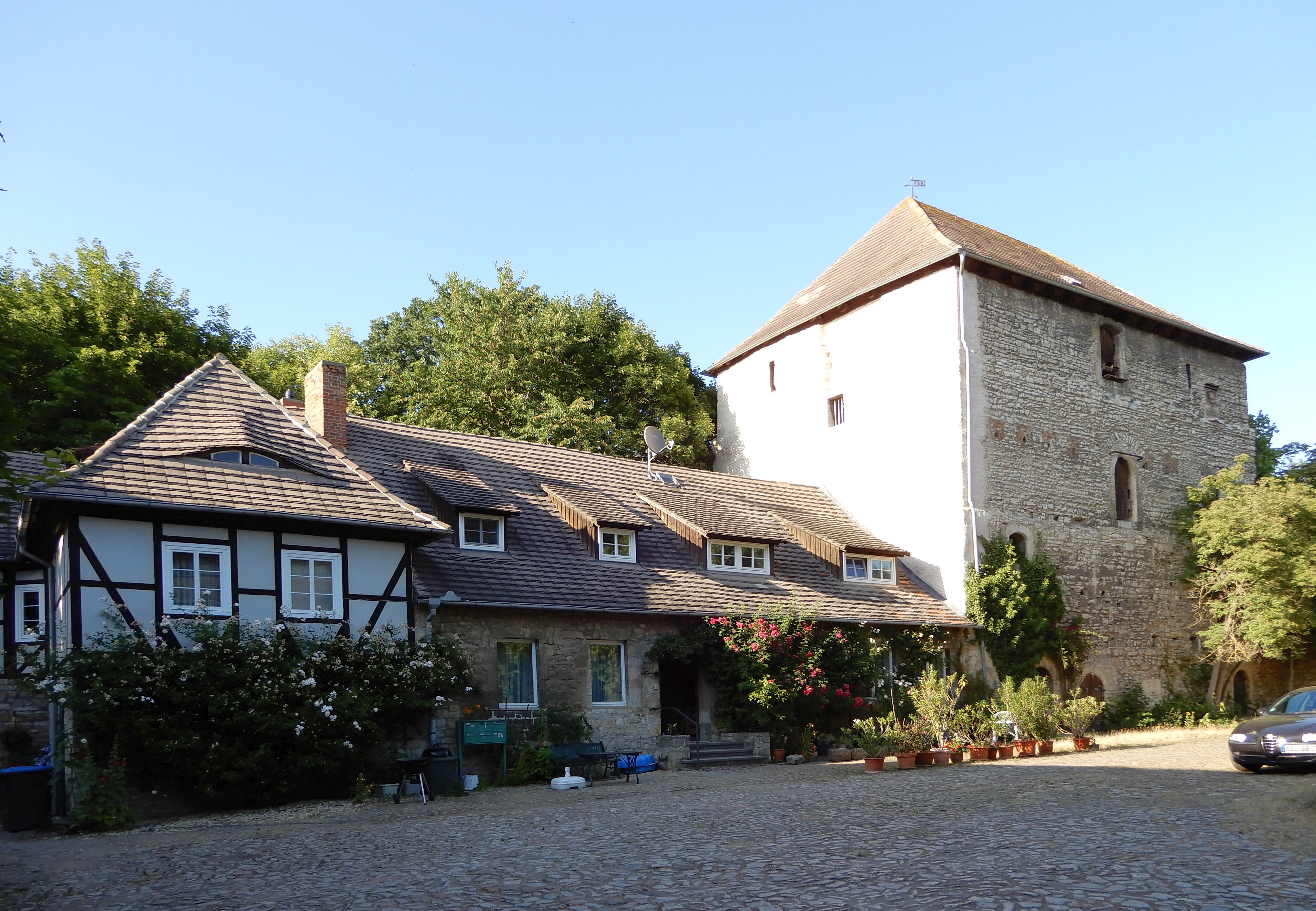
Burg Gatersleben

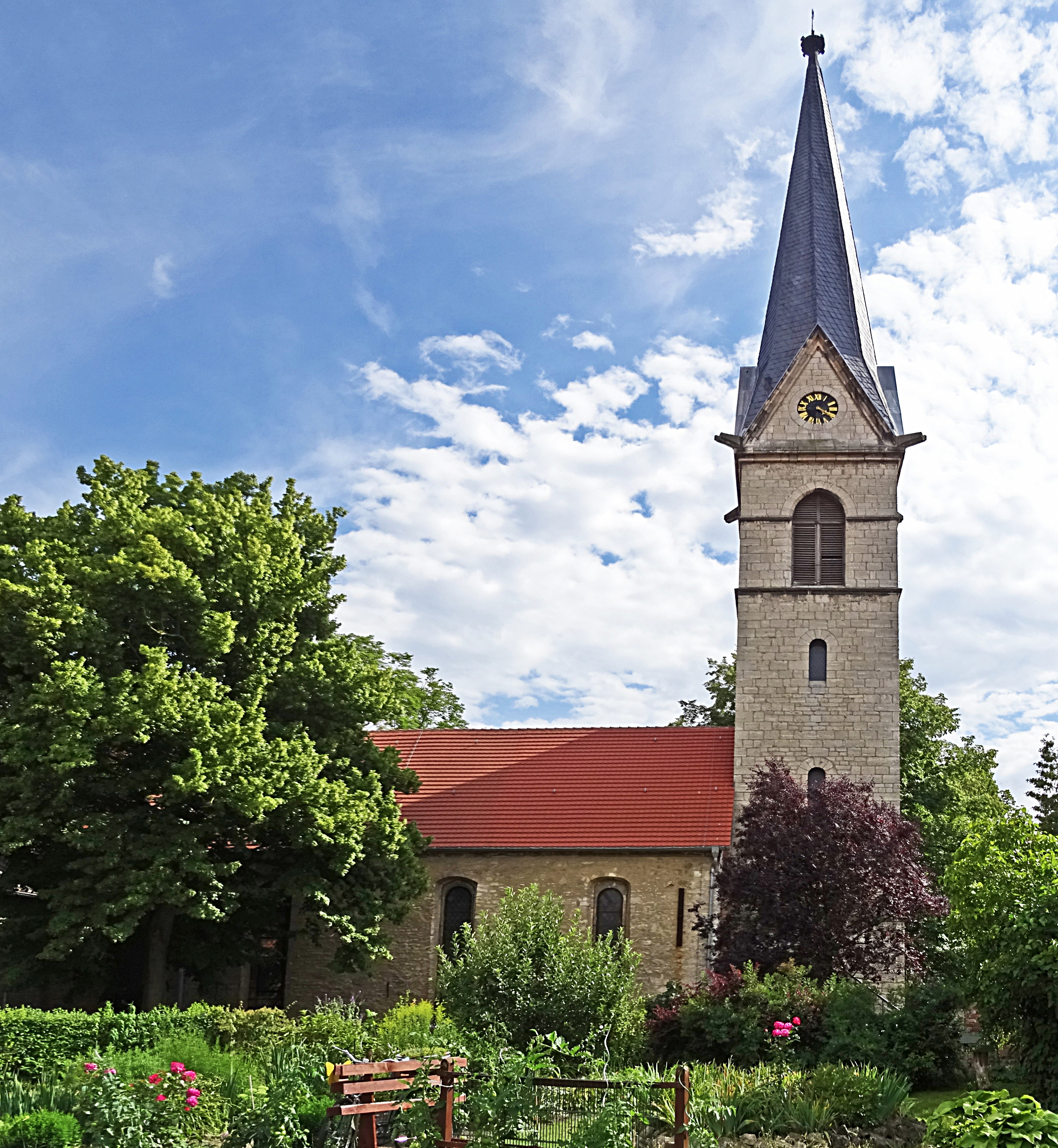
Ev. St.-Stephani-Kirche in Gatersleben

## Kultur und Sehenswürdigkeiten
- Der „Oberhof“ der ehemaligen preußischen Staatsdomäne mit seiner Parkanlage, den Resten der Burg Gatersleben mit dem Burgfried (Pallas) und das heute als Rathaus genutzte Herrenhaus mit seinen restaurierten schönen Jugendstilsälen und die Heimatstube
- Die evangelische St.-Stephani-Kirche Gatersleben mit dem Kirchhof mit guterhaltenen Bruchsteinmauern als Begrenzung und dem unter Denkmalschutz stehenden 400-jährigen Pfarrgehöft nebst Taubenturm und dem zum Gemeindezentrum umgebauten ehemaligen Stallgebäude
- Die Fischteiche im Einzugsbereich der Selke und der sich im Ortskern befindliche Heckenteich am Mühlgraben

### Gedenkstätte
Die Grabstätte auf dem Friedhof für einen namentlich bekannten Polen, der während des Zweiten Weltkrieges ein Opfer von Zwangsarbeit wurde.

## Wirtschaft und Infrastruktur
Am 31. Dezember 2008 betrug die Anzahl der Firmen in der Gemeinde Gatersleben fast 130 mit über 1600 Beschäftigten.
Dabei handelt es sich überwiegend um kleine und mittelständische Unternehmen sowie die zwei größten Firmen – Novelis Deutschland GmbH und Joseph Cyril Bamford (kurz: JCB) Vibromax GmbH.

Das Leibniz-Institut für Pflanzengenetik und Kulturpflanzenforschung hat etwa 500 Mitarbeiter. Es hat seinen Ursprung in dem noch in den letzten Jahren des Zweiten Weltkrieges in Wien von der Kaiser-Wilhelm-Gesellschaft gegründeten Institut für Kulturpflanzenforschung. Nach dem Krieg wurde es am nordöstlichen Harzrand in Gatersleben errichtet und zu einem großen Forschungszentrum für Genetik und Kulturpflanzenforschung ausgebaut. Im Jahr 1969 wurde es in Zentralinstitut für Genetik und Kulturpflanzenforschung umbenannt. 

Unter dem Dach der im Jahre 2006 gegründeten BGI Biopark Gatersleben Infrastrukturgesellschaft mbH siedelten sich im Umfeld des Forschungsinstitutes mehrere Unternehmen an, darunter die 1984 aus Mitgliedern der Saaten-Union gegründete Saaten-Union Biotec. Die BGI löste sich nach dem Auslaufen einer Zweckbindung durch gewährte EU-Fördermittel wieder auf.
Die Joseph Cyril Bamford (kurz: JCB) Vibromax GmbH hat ihren Ursprung in der im Jahr 1907 gegründeten A. Heucke Dampfpflug-Lokomotiv-Fabrik Gatersleben und ihrem Nachfolger VEB Baumaschinen Gatersleben, der zum Kombinat Baukema in Leipzig gehörte. Im Jahr 2014 schloss Vibromax das Werk in Gatersleben, dessen Gebäude teilweise von anderen Firmen weiter genutzt werden.

### Verkehrsanbindung
Gatersleben wird von den Regionalexpress-Zügen Halle–Halberstadt(–Goslar) der Abellio Rail Mitteldeutschland im Stundentakt angefahren. Zusätzlich hält alle zwei Stunden die Regionalbahn Aschersleben–Halberstadt.
Ebenfalls ist Gatersleben durch Buslinien der Harzer Verkehrsbetriebe von und nach Quedlinburg und durch die Kreisverkehrsgesellschaft Salzland von und nach Aschersleben erreichbar.
Die Verkehrsanbindungen über das Straßennetz sind durch die vierspurig ausgebaute Bundesautobahn 36 ideal. Diese verläuft von der Bundesautobahn 39 in Niedersachsen bis zur Autobahn 14 in Sachsen-Anhalt.
Der Flughafen Magdeburg-Cochstedt befindet sich ebenfalls in unmittelbarer Nähe.
Durch den Ort verläuft der Europaradweg R1, der das französische Boulogne-sur-Mer mit Sankt Petersburg in Russland verbindet.

Matthias von Oppen. Gutsbesitzer in Gatersleben.

## Persönlichkeiten

### Söhne und Töchter des Ortes
- Adolf Friedrich von Oppen (1762–1834), preußischer Generalleutnant. Letzter Nutznießer des v. Oppen`schen Fideikommiss Gatersleben.[12]
- Philipp August Klein (1788–1875), preußischer Generalmajor
- Monika Hohmann (* 1959), Landtagsabgeordnete (Die LINKE).

### Personen mit Bezug zum Ort
- Matthias von Oppen († 1621), Gutsherr in (Alt-)Gatersleben
- Käthe Schulken (* 1891 in Vegesack; † 1974 in Gatersleben), Pädagogin und Heimatschriftstellerin.
- Erika Müller-Pöhl (* 1939), Gebrauchsgrafikerin und Buchillustratorin, lebte von 1964 bis 1989 in Gatersleben